# Kauffman Stadium
O Kauffman Stadium é um estádio localizado em Kansas City, Missouri (Estados Unidos). É a casa do time de baseball da MLB Kansas City Royals. Faz parte do Complexo Esportivo Truman (junto com o Arrowhead Stadium).
Inaugurado em 10 de abril de 1973 como Royals Stadium, tem capacidade para 40.625 torcedores. Recebeu o All-star game de MLB de 1973 e por duas vezes o World Series de 1980 e 1985.
Em 1993 foi renomeado para Kauffman Stadium, numa homenagem a Ewing Kauffman, fundador e dono do Royals, que faleceu naquele ano.
Há a previsão de amplas reformas do Complexo Esportivo a partir de 2008, e a promessa da MLB em realizar o All-star game entre 2011 e 2014. 